# Unfallkrankenhaus Kalwang

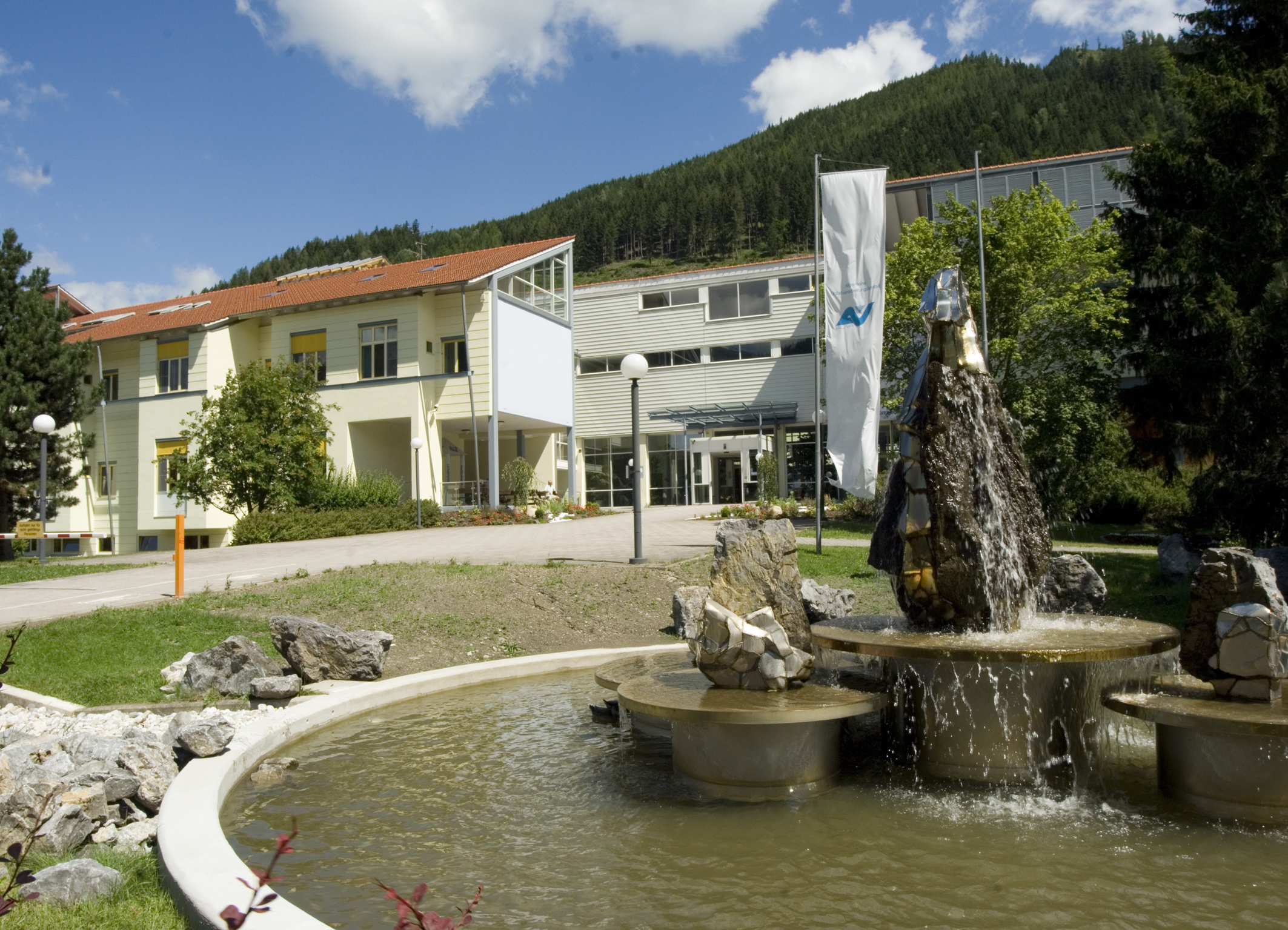
Unfallkrankenhaus Kalwang

Das Unfallkrankenhaus Kalwang – seit Herbst 2018 Unfallkrankenhaus Steiermark Standort Kalwang – wird von der Allgemeinen Unfallversicherungsanstalt (AUVA) betrieben und befindet sich in der obersteirischen Marktgemeinde Kalwang.

## Leistungen
Die Leistungen des UKHs in Kalwang umfassen vor allem die konservative und operative Versorgung von Knochen-, Gelenks- und Weichteilverletzungen, insbesondere die osteosynthetische Versorgung von Knochenbrüchen und die prothetische Versorgung von Gelenken.
Des Weiteren behandelt das UKH Kalwang auch akute und chronische Sportverletzungen. Besonderen Stellenwert hat die Arthroskopie in der chirurgischen Versorgung von Gelenksverletzungen, die unfallchirurgische Versorgung von Schädel-, Wirbelsäulen-, Thorax-, Abdominal- und Beckenverletzungen insbesondere bei polytraumatisierten Patienten, sowie die Behandlung von Folgeschäden nach Unfallverletzungen und degenerativen Erkrankungen des Bewegungsapparates inklusive Physiotherapie.
Außerdem war es durch seine Lage an der Verkehrsachse der Pyhrn Autobahn (A9/E57/E59) ein wichtiger überregionaler Standort des notärztlichen Dienstes (seit Juli 2015 nicht mehr motorisiert). Es ist das einzige UKH Österreichs außerhalb eines der städtischen Hauptzentren (die anderen Standorte sind die UKHs Wien Lorenz Böhler und Wien Meidling, Linz, Salzburg, Graz und Klagenfurt – sonst findet Notfallmedizin an den Allgemeinkrankenhäusern statt).
Im Jahr 2013 beschäftigte das Krankenhaus 204 Personen, darunter 31 Ärzte.

## Geschichte
Das Krankenhaus blickt auf eine mehr als 100-jährige Geschichte zurück. Der Gutsbesitzer Rudolf von Gutmann baute 1912 bis 1914 für seine Arbeiter und Angestellten das Kalwanger Krankenhaus. Mit Beginn des Ersten Weltkrieges wurde es als Verwundetenspital benutzt, vorübergehend war es auch Rekonvaleszenten-Zentrum mit angeschlossenen Prothesenwerkstätten. In den zwanziger Jahren wurden dort vor allem Verletzte nach Arbeitsunfällen in der Land- und Forstwirtschaft versorgt.
Die Landwirtschaftskasse pachtete 1929 das Gutmannsche Krankenhaus und bestellte den jungen Arzt Hellmut Lederer zu dessen Leiter. Zwei Jahre später kaufte die Kasse das Krankenhaus und wandelte es in ein Unfallkrankenhaus um.
1948 übernahm die Land- und Forstwirtschaftliche Sozialversicherung das Krankenhaus und sorgte für Erweiterungen.
Seit 1958 ist das Krankenhaus auch Ausbildungsstätte für Unfallchirurgie. Von 1929 bis 1962 behandelten Hellmut Lederer und seine Assistenzärzte im Kalwanger Unfall-Krankenhaus 34.000 Fälle stationär und 45.000 ambulant. In das Krankenhaus wurden nicht nur, wie in den Anfängen, die Opfer von landwirtschaftlichen Arbeitsunfällen, sondern mit dem Anwachsen des Skitourismus auch viele Opfer von Skiunfällen behandelt, deren Zahl wegen des Fehlens von Sicherheitsbindungen hoch war. Hinzu kamen die Opfer zahlreicher Verkehrsunfälle auf den Straßen des Enns-, Palten- und Liesingtales, insbesondere im Lauf der 1970er Jahre mit steigenden Zahlen auf der gefürchteten „Gastarbeiterroute“, der Transitstrecke (Balkan-München) der Schoberpass Straße (B 113) durch die Obersteiermark. Der kleine Dorffriedhof von Kalwang, neben dem UKH, hatte eine eigene Abteilung der ausländischen Kalwanger Opfer, von der heute aber nur mehr fünf Gräber vorhanden sind.
Bis 1962 wurde ein Neubau für Personal und Verwaltung errichtet, ein neuer Operationssaal geschaffen und ein Hubschrauberlandeplatz (ICAO-Code der Österreichischen Flugrettung LOGJ) angelegt. Damit verbunden wurde der Ambulanzdienst stark ausgebaut.
1966 ging, nach 37 Jahren, der inzwischen weithin bekannte Dr. Lederer in den Ruhestand, sein Nachfolger wurde Dr. Hans Krotschek. Lederer starb 1976, sein Begräbnis fand unter großer Anteilnahme der Bevölkerung statt.
1974 wurde die Land- und Forstwirtschaftliche Sozialversicherungsanstalt aufgelöst, das Spital ging auf die Sozialversicherungsanstalt der Bauern über.
1982 übernahm die AUVA das Krankenhaus und konnte damit das Netz ihrer Heilstätten in Österreich vervollständigen. Ein paar Jahre später beschloss der Vorstand der AUVA den Ausbau und die Modernisierung des UKH; es sollte den gleichen Standard wie die anderen Akutspitäler der AUVA bekommen.
Das Unfallkrankenhaus Kalwang unterzog sich 2007 als erstes Krankenhaus der AUVA und als zweites Krankenhaus in Österreich, neben dem Krankenhaus der Barmherzigen Schwestern Ried in Oberösterreich, einem Zertifizierungsverfahren nach den Kriterien der KTQ (Kooperation für Transparenz und Qualität im Krankenhaus). Dieses von Krankenhausexperten in Deutschland entwickelte Verfahren durchleuchtet nicht nur einzelne Abteilungen eines Spitals, sondern die Abläufe im gesamten Haus. Schwerpunkte des Verfahrens sind die Bereiche Patientenorientierung, Mitarbeiterorientierung, Sicherheit im Krankenhaus, Informationswesen, Krankenhausführung und Qualitätsmanagement. Auch die vorgesehene Revision des brancheninternen „Gütesiegels“ 2010 wurde erfolgreich absolviert.
Das Spital ist seit dem Jahr 2007 auch in das Qualitätsmanagementsystem-Systems CIRPS (Critical Incident Reporting & Prevention System) eingebunden, für das das UKH Graz als Pilotkrankenhaus fungiert.
Im Herbst 2018 wurden das UKH Graz und das UKH Kalwang organisatorisch zum Unfallkrankenhaus Steiermark zusammengelegt.